# Тувшинтогсийн Батчимэг
Тувшинтогсийн Батчимэг (монг. Түвшинтөгсийн Батчимэг, англ. Tüvshintögsiin Batchimeg, род. 3 мая 1986, Улан-Батор) — монгольская шахматистка, гроссмейстер среди женщин (2009), международный мастер среди мужчин (2014), арбитр ФИДЕ.
Чемпионка Монголии 2011 и 2016 гг.
В составе сборной Монголии участница пяти шахматных олимпиад (2002, 2012, 2014, 2016 и 2018 гг.), двух командных чемпионатов Азии (2012 и 2016 гг.), Азиатских игр 2010 г.
В период с 2005 по 2009 гг. жила в США. Главное достижение этого периода — участие в чемпионате США 2006 г.
В 2013—2014 гг. участвовала в серии турниров Гран-При ФИДЕ. На первом этапе, проходившем в Женеве, нанесла поражение одной из фавориток соревнования Хоу Ифань. На третьем этапе, состоявшемся в городе Шарджа, разделила 3—6 места.
В 2017 г. участвовала в чемпионатах мира по блицу и рапиду.

## Изменения рейтинга
| Графики недоступны из-за технических проблем. См. информацию на Фабрикаторе и на mediawiki.org. |